# غابرييل مارتينيلي
غابرييل مارتينيلي (بالبرتغالية: Gabriel Teodoro Martinelli Silva) هو لاعب كرة قدم برازيلي، ولد في 18 يونيو 2001 في غوارولوس في البرازيل. لعب مع نادي إيتوانو.

## وصلات خارجية
- غابرييل مارتينيلي على موقع الاتحاد الأوربي (الإنجليزية)
- غابرييل مارتينيلي على موقع إي إس بي إن إف سي (الإنجليزية)
- غابرييل مارتينيلي على موقع قاعدة بيانات كرة القدم.إي يو (الإنجليزية)
- غابرييل مارتينيلي على موقع ليكيب (الفرنسية)
- غابرييل مارتينيلي على موقع ناشيونال فوتبول تيمز (الإنجليزية)
- غابرييل مارتينيلي على موقع Soccerbase.com (لاعب) (الإنجليزية)
- غابرييل مارتينيلي على موقع Soccerway.com (الإنجليزية)
- غابرييل مارتينيلي على موقع عالم كرة القدم.نت (الإنجليزية)
- غابرييل مارتينيلي على موقع أوليمبيديا (الإنجليزية)
- غابرييل مارتينيلي على موقع AS.com (الإسبانية)